# Louis-Braille-Straße 5–14

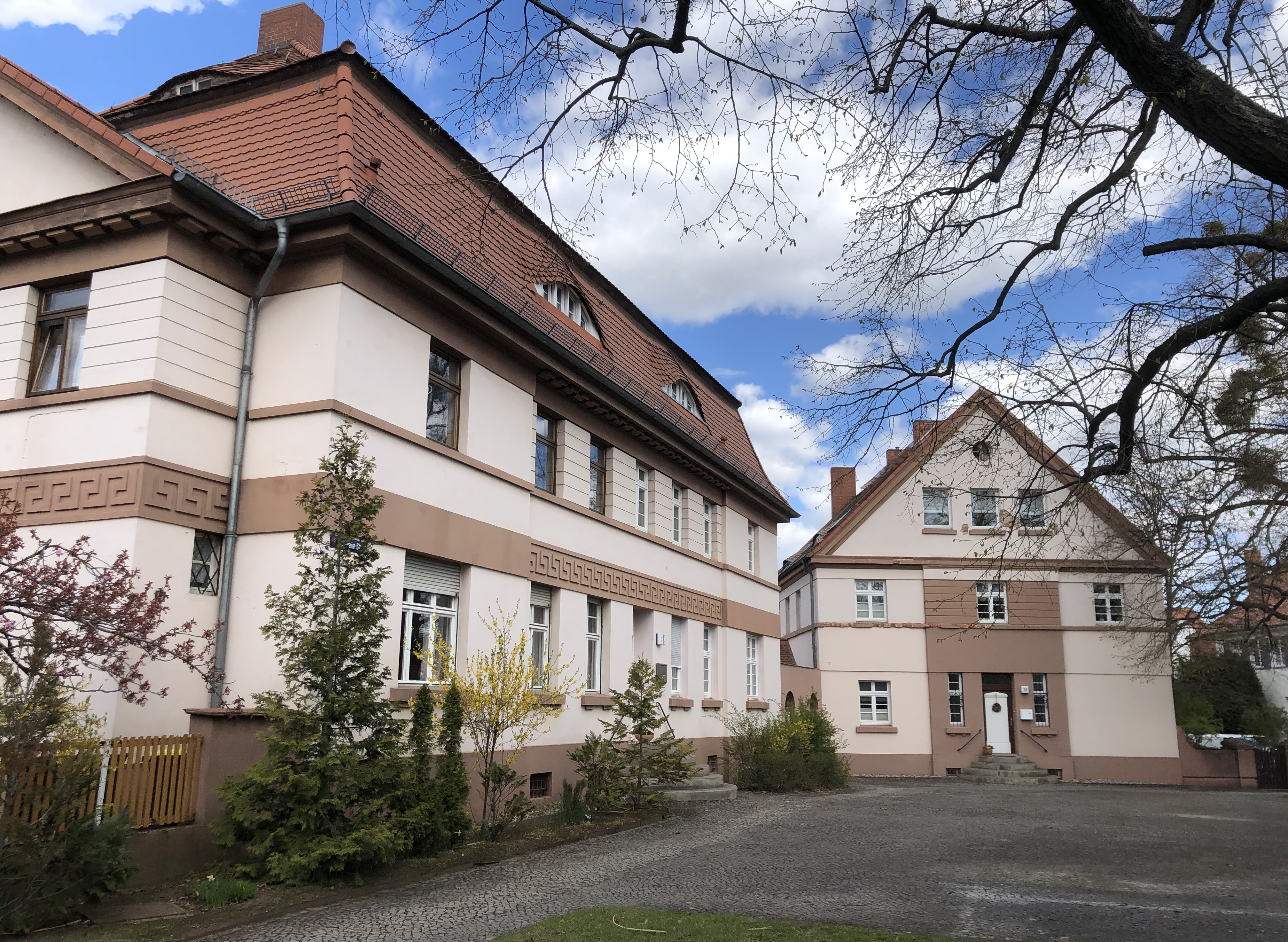
Südlicher Teil mit platzartiger Erweiterung, 2021

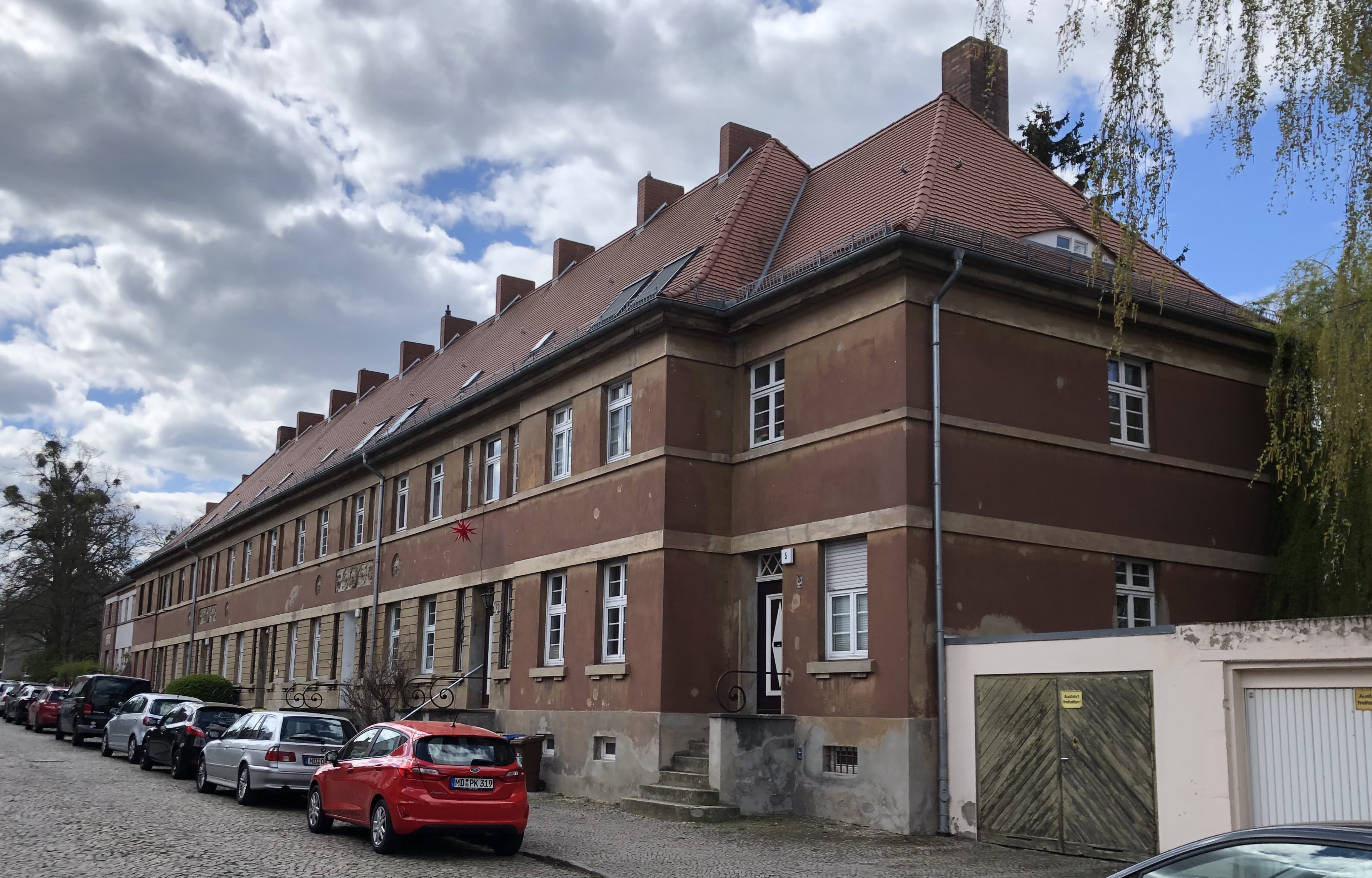
Nördlicher Teil, 2021

Die Louis-Braille-Straße 5–14 ist eine denkmalgeschützte Häusergruppe in Magdeburg in Sachsen-Anhalt.

## Lage
Der Gebäudekomplex befindet sich auf der Westseite des südlichen Teils der Louis-Braille-Straße im Magdeburger Stadtteil Reform. Im Süden zur Einmündung auf die Paracelsusstraße bildet die Häusergruppe eine platzartige Erweiterung. An der Südostecke des Platzes befindet sich die 1922 von Rudolf Bosselt geschaffene Skulptur Mutter und Kind.

## Architektur und Geschichte
Die Häuser entstanden in den Jahren 1921/22 nach einem Entwurf des Architekten Paul Dobert. Die Anlage bildete den Abschluss einer mit Unterstützung des Krupp-Gruson-Werks durch den Bauverein der Grusonwerk-Beamten eGmbH seit 1909 errichteten Siedlung für Werksbeamte.
Es entstanden zweigeschossige verputzte Wohnhäuser, die Gestaltung erfolgte im traditionellen Heimatstil. Der nördliche Teil ist in der Form von Reihenhäusern angelegt und war für Beamtenwitwen vorgesehen. Im südlichen Bereich wurden zwei freistehende an Villen erinnernde Doppelhäuser errichtet. Der von ihnen gebildete kleine Platz hat ein malerisches, ländliches Erscheinungsbild. Die Gestaltung ist schlicht unter Verwendung von Elementen im Stil von Biedermeier und Klassizismus. Sie nimmt die Reformbemühungen der Architektur aus der Zeit vor dem Ersten Weltkrieg auf. An den Erdgeschossen finden sich Rustizierungen. Die Stuckverzierungen sind nur zurückhaltend eingesetzt. Auch die Dachformen entsprechen traditionellen Bauformen, so kommen Walm-, Sattel- und Mansarddächer vor. 
Im örtlichen Denkmalverzeichnis ist die Häusergruppe unter der Erfassungsnummer 094 70273 als Denkmalbereich verzeichnet.
Der Denkmalbereich gilt als Teil der Gartenstadtbewegung und Beispiel betrieblichen Wohnungsbaus für leitende Angestellte als architektur- und sozialgeschichtlich bedeutend. Er ist in seiner bauzeitlichen Erscheinung weitgehend unbeeinträchtigt erhalten.